# Bran, Brașov
Bran là một xã thuộc hạt Brașov, România. Dân số thời điểm năm 2002 là 5316 người.